# Frank Wild
Frank Wild (ur. 18 kwietnia 1873 w Skelton-in-Cleveland, zm. 19 sierpnia 1939 w Klerksdorp) – brytyjski marynarz, podróżnik i odkrywca, badacz Antarktydy. 
Uczestnik pięciu wypraw na Antarktydę – Ekspedycji Discovery (1901–1904), Ekspedycji Nimrod (1907–1909), Australazjatyckiej Ekspedycji Antarktycznej  (1911–1914), Imperialnej Wyprawy Transantarktycznej (1914–1916) i Wyprawy Shackletona-Rowetta (1921–1922). 

## Życiorys
John Robert Francis Wild urodził się 18 kwietnia 1873 roku w Skelton-in-Cleveland w Yorkshire . Był najstarszym z ośmiu synów Benjamina Wilda, nauczyciela i Mary Cook, krawcowej, którzy mieli jeszcze trzy córki . Matka Wilda twierdziła, że była prawnuczką kapitana Jamesa Cooka (1728–1779) . Przez 12 lat kształcił się w Bedford, a w wieku 16 lata wstąpił do marynarki handlowej . Pływał na statkach towarowych i pasażerskich , szybko awansując na stopień drugiego oficera . W 1900 roku przeszedł do Royal Navy .

### Ekspedycja Discovery (1901–1904)
W 1901 roku Wild zgłosił się na ochotnika do udziału w brytyjskiej wyprawie na Antarktydę pod dowództwem kapitana Roberta Falcona Scotta (1868–1912) . Podczas ekspedycji brał udział w kilku wyprawach na saniach, m.in. w próbie dotarcia do Cape Crozier w marcu 1902 roku i uczestniczył w wyprawie pod kierownictwem Alberta Armitage’a (1864–1943) .
Po powrocie znalazł się w Sheerness Gunnery School .

### Ekspedycja Nimrod (1907–1909)

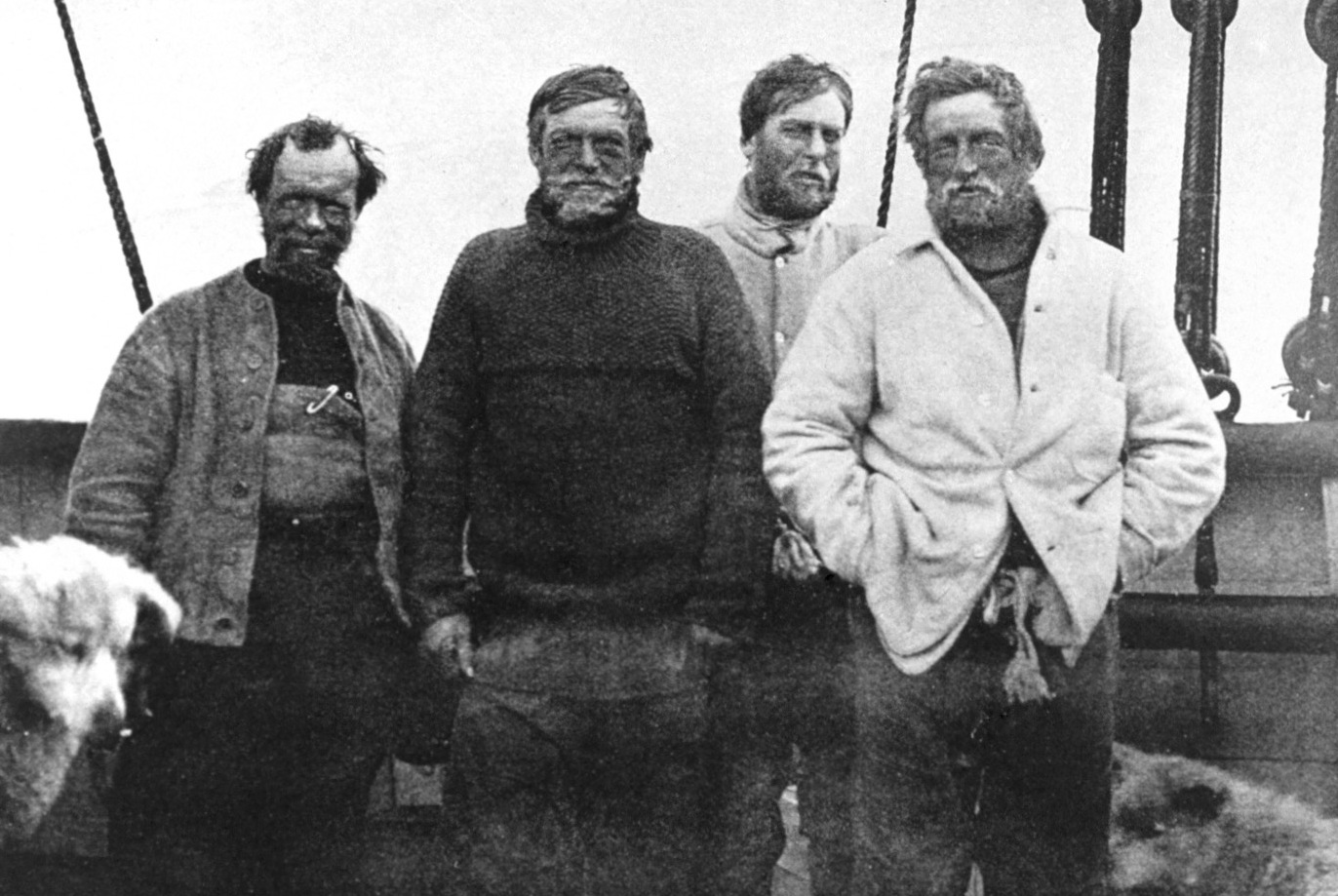
Od lewej: Frank Wild, Ernest Henry Shackleton (1874–1922), Eric Marshall (1879–1963) i Jameson Adams (1880–1962)

W 1907 roku dołączył do ekspedycji antarktycznej pod dowództwem Ernesta Henry’ego Shackletona (1874–1922), której celem miało być zdobycie bieguna południowego . Był odpowiedzialny za zaopatrzenie . Obok Erica Marshalla (1879–1963) i Jamesona Adamsa (1880–1962) był członkiem grupy południowej prowadzonej przez Shackletona, która wyruszyła 29 października 1908 roku w celu zdobycia bieguna południowego, docierając do 88°23' S  – wówczas był to najdalej na południe wysunięty punkt, do którego dotarł człowiek . Za ten wyczyn otrzymał srebrny Medal Polarny .
Podczas wyprawy Wild odkrył pokłady węgla na 85°S w pobliżu Lodowca Beardmore’a i sporządził dokładny opis, który został włączony do publikacji geologa Edgewortha Davida (1858–1934) .

### Australazjatycka Ekspedycja Antarktyczna (1911–1914)

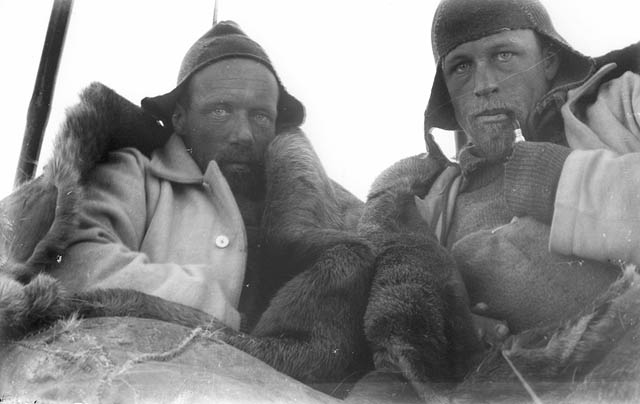
Frank Wild (od lewej) i Andrew Douglas Watson

W 1911 roku Wild dołączył do Australazjatyckiej Ekspedycji Antarktycznej na statku „Aurora” pod dowództwem Douglasa Mawsona (1882–1958) . Podczas wyprawy był odpowiedzialny za bazę na zachodnim krańcu Lodowca Szelfowego Shackletona  ponad 1600 km od głównej bazy Mawsona w Zatoce Commonwealthu. Jego grupa pozostała tam przez rok, prowadzać badania meteorologiczne, biologiczne i geologiczne, mapując ok. 560 km wybrzeża i odbywając sześć wypraw na saniach. Dotarli m.in. do Mount Barr Smith  i zbadali wygasły wulkan Gaussberg. Wild jako lider grupy spotkał się z dużym uznaniem uczestników. 

### Imperialna Wyprawa Transantarktyczna (1914–1916)

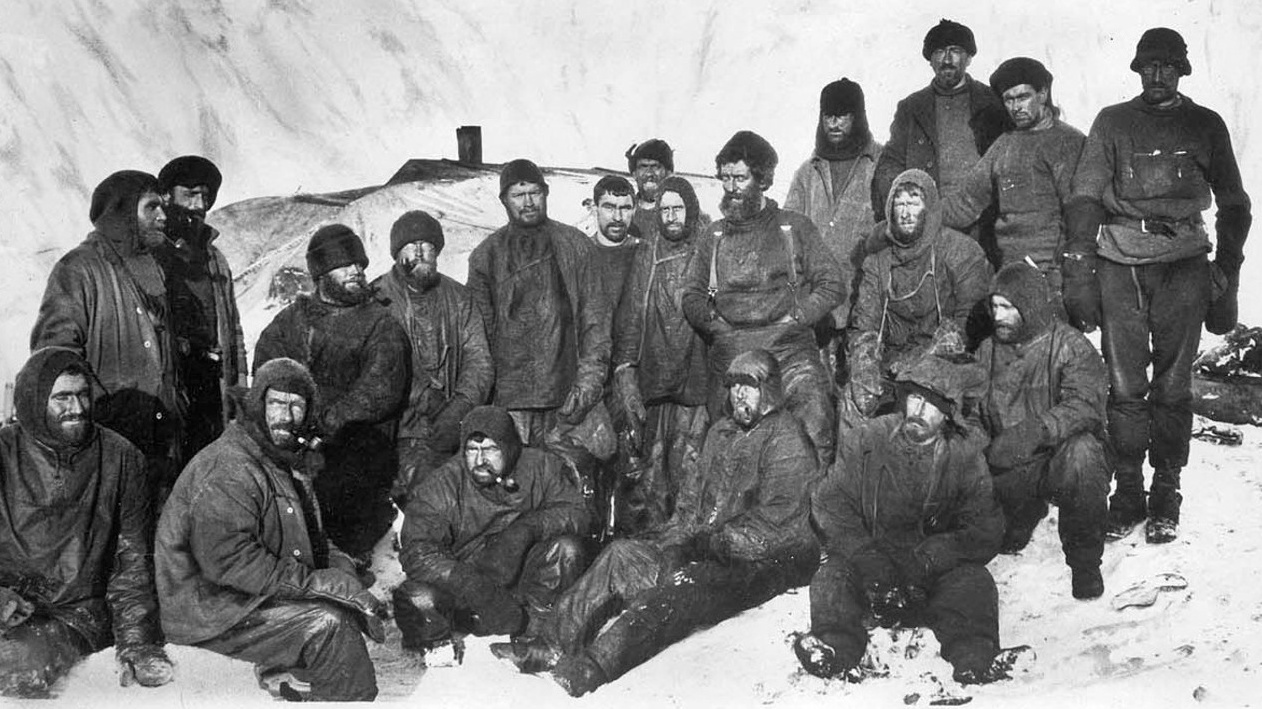
Grupa Elephant Island (ang. Elephant Island party) – w rzędzie pierwszym: Charles Green (1888–1974), Frank Wild, Walter How (1885–1972), Alfred Cheetham (1866–1918), Leonard Hussey (1891–1964), Rickinson, William Lincoln Bakewell (1888–1969), w rzędzie drugim: Lionel Greenstreet (1889–1979), James McIlroy (1879–1968), George Marston (1882–1940), James Wordie (1889–1962), Reginald W. James (1891–1964), Albert Ernest Holness (1892–1924), Hubert Hudson (1886–1942), William Stephenson (1889–1953), McLeod, Robert Clark (1882–1950), Thomas Orde-Lees, Kerr, Alexander Macklin (1889–1967) (10 Maja 1916); zdjęcie autorstwa Franka Hurley’a (1885–1962)

Po zdobyciu bieguna południowego w 1911 roku przez Roalda Amundsena (1872–1928) i Roberta Falcona Scotta (1868–1912), kolejnym wyzwaniem dla polarników było przemierzenie kontynentu drogą lądową. 29 grudnia 1913 roku Shackleton ogłosił nową wyprawę celem przejścia Antarktydy. 
Jedna grupa pod kierownictwem Shackletona miała przejść od Morza Weddella przez biegun południowy do cieśniny McMurdo Sound na Morzu Rossa, a druga założyć bazę w McMurdo Sound, rozstawić składy zaopatrzenia dla Shackletona idącego od bieguna na północ a następnie wyjść naprzeciw ekipie trawersującej kontynent i spotkać ją na Lodowcu Beardmore’a. Wild został zastępcą dowódcy Grupy Morza Weddella .
Statek grupy – „Endurance” – został uwięziony w paku lodowym na Morzu Weddella zanim zdołał dotrzeć do celu. Przez całą antarktyczną zimę 1915 roku dryfował na północ, aż został zmiażdżony i zatonął. Cała załoga zdołała się ewakuować i obozowała na lodzie, cały czas dryfując na północ. W końcu udało im się dopłynąć na dwóch szalupach uratowanych ze statku do wyspy Elephant Island i wylądować na Cape Valentine. Jedną z szalup dowodził Wild . Brzeg Cape Valentine nie nadawał się do założenia obozu i Wild udał się na poszukiwanie odpowiedniej lokalizacji. Udało mu się znaleźć odpowiednie miejsce, nazwane Cape Wild, i tam utworzono obóz, w którym załoga czekała na ratunek przez cztery miesiące. 
Wobec zbliżającej się zimy, pogarszającego się stanu zdrowia załogi i niewielkich szans na odnalezienie, Shackleton wraz z pięcioma innymi uczestnikami wyprawy wybrał się jedną z szalup po pomoc do Georgii Południowej. Pokonali 1300 km przez otwarte wody a następnie przeprawili się pieszo przez góry Georgii Południowej, zanim dotarli do bazy wielorybników. Shackleton bezzwłocznie podjął próby dotarcia do 22 członków załogi pozostałych na Elephant Island, jednak dopiero czwarta próba się powiodła. 
Wild został na Elephant Island i dowodził grupą pozostałych członków wyprawy, motywując wszystkich do walki o przeżycie i pracy na rzecz grupy. Grupa była bardzo zróżnicowana – niektórzy mieli doświadczenie polarne (Alfred Cheetham, Frank Hurley czy George Marston), inni doświadczenie pracy na statkach rybackich, część była naukowcami (James Wordie, Robert Clark, Leonard Hussey czy Reginald James), lekarzami (Alexander Macklin czy James McIlroy) czy oficerami marynarki (kapitan Thomas Orde-Lees). Każdy dzień Wild traktował jako możliwy dzień ratunku, utrzymując grupę w gotowości do szybkiego opuszczenia wyspy. Z chęci podtrzymania nadziei na szybki ratunek, odmówił magazynowania mięsa, co doprowadziło do konfliktu z Orde-Leesem. W soboty organizowano wieczory z muzyką przy akompaniamencie banjo, które zabrano z pokładu „Endurance”. Do dyspozycji rozbitkowie mieli pięć tomów Encyklopedii Britannica, trzy powieści i jedną książkę kucharską. Z czasem Wild zaczął rozważać opcję opuszczenia wyspy i udania się w niebezpieczną podróż na wody uczęszczane przez statki wielorybnicze w okolicach Deception Island, ratunek przyszedł jednak na czas. Mężczyźni przeżyli na Elephant Island 4 miesiące (105 dni), żyjąc pod dwoma odwróconymi do góry dnem łodziami, zmagając się z niedoborami żywności i problemami zdrowotnymi. W liście do przyjaciela Shackleton pisał o Wildzie: „To moje drugie ja. Kocham go, tak jak każdy przyzwoity uczestnik wyprawy.” .
Po powrocie w 1916 roku Wild zgłosił się na ochotnika do wojska i ponownie zaczął służbę w Royal Navy . Służył jako oficer transportowy na froncie północno-rosyjskim , gdzie w Archangielsku nad  Morzem Białym nadzorował konwoje z zaopatrzeniem wojskowym z Wielkiej Brytanii i Francji . W latach 1918–1919 zimował na Spitsbergenie  – popłynął tam na zaproszenie Shackletona, by ustanowić tam obecność wojsk brytyjskich. Sam Shackleton służył w brytyjskich północno-rosyjskich siłach ekspedycyjnych (ang. British North Russian Expeditionary Force) , doradzając w kwestiach wyposażenia i szkolenia sił brytyjskich w warunkach arktycznych. Shackleton został odwołany do Murmańska i Wild objął dowództwo misji. Podczas pobytu na Spitsbergenie poszukiwał złóż minerałów.     
W 1920 roku udał się do Afryki Południowej. Tam wraz z dwoma dawnymi towarzyszami – Jamesem McIlroy’em (1879–1968) z „Endurance” i Frankiem Bickertonem (1889–1954) z „Aurory” – zakupił tysiąc akrów ziemi w brytyjskiej kolonii Nyasaland (współczesne Malawi), by uprawiać bawełnę . Podczas pobytu w Afryce otrzymał wraz z McIlroy’em zaproszenie od Shackletona na kolejną wyprawę polarną. 

### Wyprawa Shackletona-Rowetta (1921–1922)

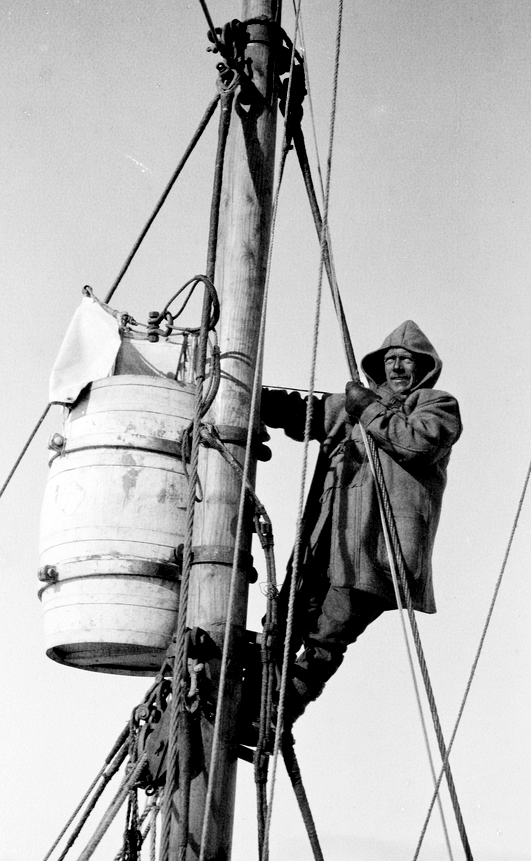
Frank Wild na statku „Quest” (1922)

Choć cel wyprawy Shackletona-Rowetta nie do końca był jasno określony Wild dołączył do Shackletona. W ostatniej chwili plany zostały zmienione z kierunku arktycznego na antarktyczny. Shackleton chciał m.in. zbadać odcinek ponad 4000 km wybrzeża od Ziemi Enderby do Ziemi Coatsów, odnaleźć wyspy, o których raportowali łowcy fok i przeprowadzić pionierskie próby użycia samolotu do badania Antarktydy. Ponieważ statek wyprawy „Quest” uległ jednak awarii i musiał zostać poddany naprawie w Rio de Janeiro, Shackleton został zmuszony zmienić plany i wyprawa skierowała się ku Georgii Południowej. 
Podczas rejsu Shackleton ukrywał narastające problemy zdrowotne . 4 stycznia „Quest” dotarł do wyspy, a w godzinach porannych Shackleton doznał rozległego zawału serca i zmarł . Po jego śmierci członkowie ekspedycji podjęli decyzję o kontynuacji wyprawy pod dowództwem Wilda. Popłynęli wzdłuż wybrzeża Antarktydy, docierając do Elephant Island i kilku innych wysp Sandwicha Południowego i Morza Weddella . Po trzech miesiącach wrócili na Georgię Południową , a do Anglii we wrześniu 1922 roku.  
Po powrocie Wild wygłosił serię wykładów o wyprawie dla Royal Scottish Geographical Society, podczas których prezentował zdjęcia Antarktyki .  

### Afryka Południowa
Po śmierci Shackletona Wild zarzucił eksplorację Antarktyki . W 1922 roku poślubił Verę Altman i w następnym roku wraz żoną wyjechał do Natalu w Afryce Południowej. Tam bez sukcesu prowadził gospodarstwo rolne, podejmując w końcu szereg innych prac w Rodezji i Transwalu. Pracował m.in. jako barman w hotelu, a w końcu został sklepikarzem przy kopalni złota „Babrosco” niedaleko Klerksdorp w Republice Południowej Afryki . W 1928 roku wziął rozwód i w 1931 roku ożenił się ponownie z Beatrice Rowbotham. Borykając się z problemami finansowymi, rozważał sprzedaż swoich odznaczeń . W 1939 roku rząd brytyjski przyznał mu niewielką emeryturę. 
Frank Wild zmarł na zapalenie płuc w Klerksdorp 19 sierpnia 1939 roku. 
W listopadzie 2011 roku jego prochy złożono na cmentarzu w Grytviken w Georgii Południowej obok grobu Shackletona, a na nagrobku umieszczono inskrypcję Frank Wild 1873–1939 – Shackleton’s right-hand man (pol. „Frank Wild 1873–1939 – prawa ręka Shackletona”) .

## Publikacje
- 1923 – Shackleton's last voyage: the story of the 'Quest'[16]

## Odznaczenia
Nagrody i odznaczenia podane za listą na stronie Scott Polar Research Institute :
- 1920 – Medal Wojenny Brytyjski
- 1920 – Komandor Orderu Imperium Brytyjskiego
- 1923 – Freeman of the City of London
- 1924 – Srebrny Medal Polarny z czterema okuciami[a] (Wielka Brytania)
- 1924 – Patron's Medal (Wielka Brytania)
- Medal Wojenny Marynarki Handlowej
- Medal Zwycięstwa

## Upamiętnienie
Na cześć Wilda nazwano następujące obiekty na obszarze Antarktydy:
- Cape Wild[17]
- Mount Wild – grzbiet skalny na wschodnim wybrzeżu Trinity Peninsula[18]
- Mount Wild – jeden ze szczytów Mount Augusta w Górach Królowej Aleksandry[19]
- Point Wild – przylądek na północnym wybrzeżu Elephant Island[20]
- Wild Icefalls – wodospad lodowy przy Lodowcu Beardmore’a[21]